# 圓頭擬鬃鰓魚
圓頭擬鬃鰓魚，為輻鰭魚綱鱸形目隆頭魚亞目慈鯛科的其中一種，分布於南美洲亞馬遜河流域，體長可達12公分，棲息在水質混濁的沼澤、氾濫區淺水域，以浮游生物為食，生活習性不明，可作為食用魚。